# Oxyde de triméthylamine
L'oxyde de triméthylamine est un composé organique de formule brute N(CH3)3O. Il est une des formes de l'excrétion azotée chez certains animaux.

## En médecine
La molécule proviendrait du métabolisme de la lécithine (ou phosphatidylcholine) contenue dans les aliments, par le microbiote intestinal. La lécithine se transforme en triméthylamine qui est oxydée par la FM03 : « flavin containing mono-oxygenase isoform 3 ». La FM01 intervient également dans une moindre mesure. L'excrétion en est urinaire. L'expression de la FM03 régule le taux de triméthylamine oxydée. L'autre voie de dégradation de la triméthyamine est la déméthylation mais cette voie reste anecdotique chez l'être humain.
Le taux d'oxyde de triméthylamine est corrélé avec le risque de survenue de maladies cardio-vasculaires,, ou la gravité de certaines de ses complications, dont la mortalité. 
Plusieurs mécanismes ont été évoqués, dont l'activation plaquettaire avec la facilitation de la formation de thrombus, la dysfonction de l'endothelium vasculaire par l'intermédiaire du stress oxydatif, l'activation de l'inflammasome NLRP3, l'activation de la caspase 3 avec apoptose des cellules musculaires lisses vasculaires et l'augmentation de l'expression de certains enzymes, dont PERK, ATF5 et CHOP. La molécule stimulerait aussi certains types de macrophages et interviendrait dans la genèse de l'athérome. Ce taux est lui-même modulé par la composition du microbiote intestinal et en particulier par la quantité d'archées. 
Il peut être aussi atténué par supplémentation en DMB (3,3-diméthyl 1-butanol), ce dernier est présent en quantité variée dans certaines huiles, vinaigres et boissons alcoolisées (vin rouge, vinaigre balsamique, huile d'olive..). Le microbiote intestinal responsable de la production de TMA  est alimenté par certains composés (carnitine et choline) présents particulièrement dans les viandes rouges, œufs et produits laitiers,. Le microbiote intestinal des végétaliens peut ainsi rendre négligeable la formation de TMAO même après une ingestion momentanée de carnitine et de viande rouge.

## En biologie marine
Dans un film documentaire de 2017 , le réalisateur japonais Manabu Hirose donne la parole au biologiste marin Paul Yancey à propos de la résistance des animaux marins à la pression de l'eau qui croît avec la profondeur.  Paul Yancey, explique par une animation graphique que les animaux marins en dessous de 6 500 mètres de profondeur résistent à la pression de l'eau parce qu'ils présentent de l'oxyde de triméthylamine (TMAO pour trimethylamine oxide en anglais)  en grande quantité dans leurs corps, qui empêche que leurs protéines soient écrasées par les molécules d'eau plus la pression augmente. Cette pression peut être d'une tonne par centimètre carré à 10 000 mètres de profondeur dans la Fosse des Mariannes où les chercheurs japonais ont découvert des concombres de mer (holoturies) et des amphipodes.